# ۳۶۳۸ دیویس
سیارک ۳۶۳۸ (به انگلیسی: 3638 Davis، نامگذاری:1984WX) سه هزار و ششصد و سی و هشتمین سیارک کشف شده‌است که در ۲۰ نوامبر ۱۹۸۴ کشف شد.
قدر مطلق سیارک برابر ۱۱٫۴۰ است.